# Rifleros del Chubut

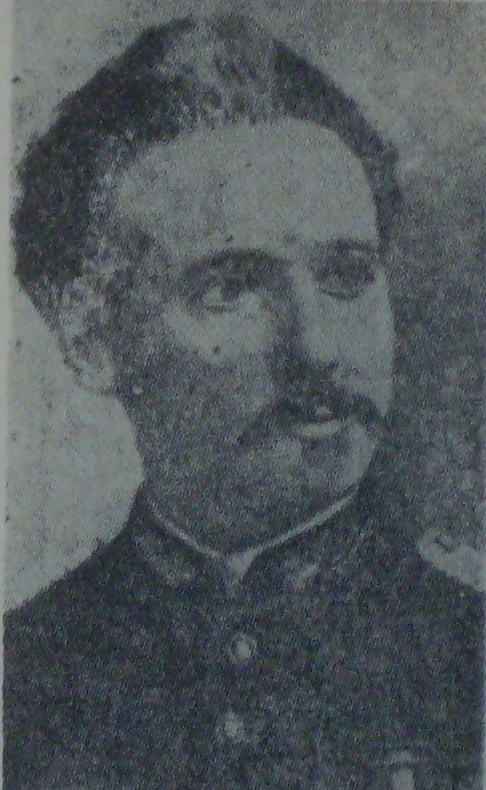
Luis Jorge Fontana.

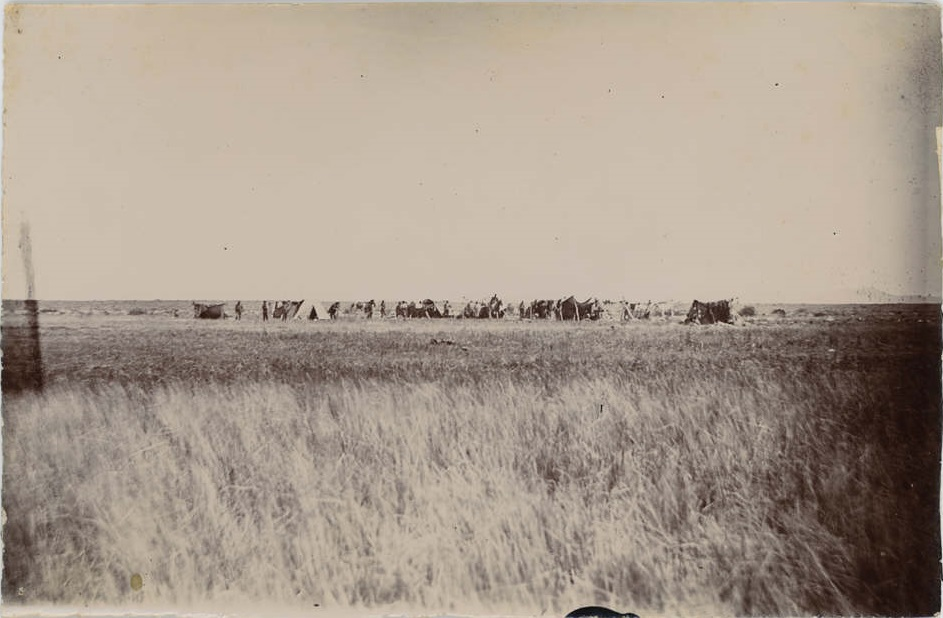
Campamento de los rifleros en la estepa patagónica.

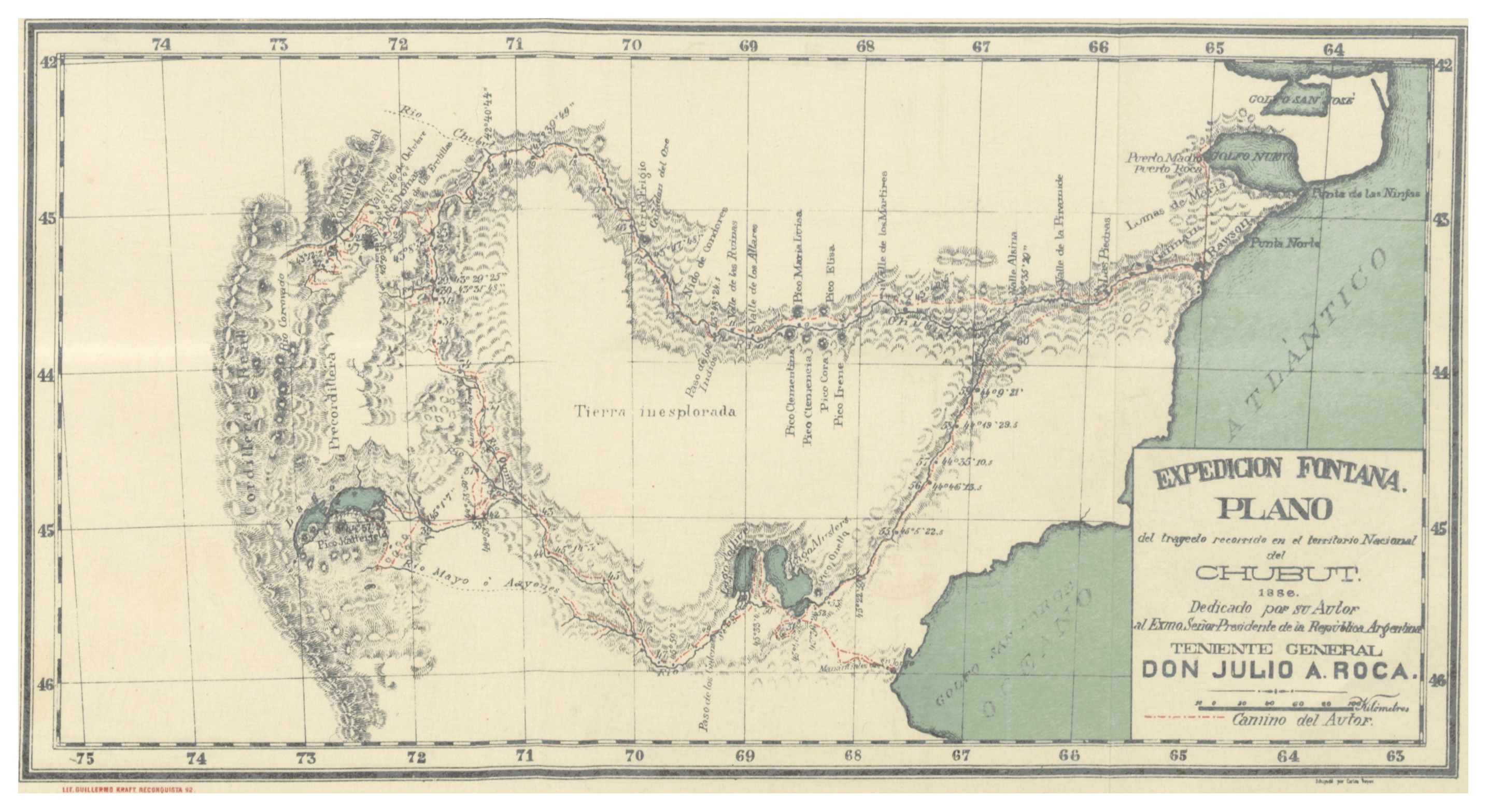
Mapa del recorrido hecho por Fontana.

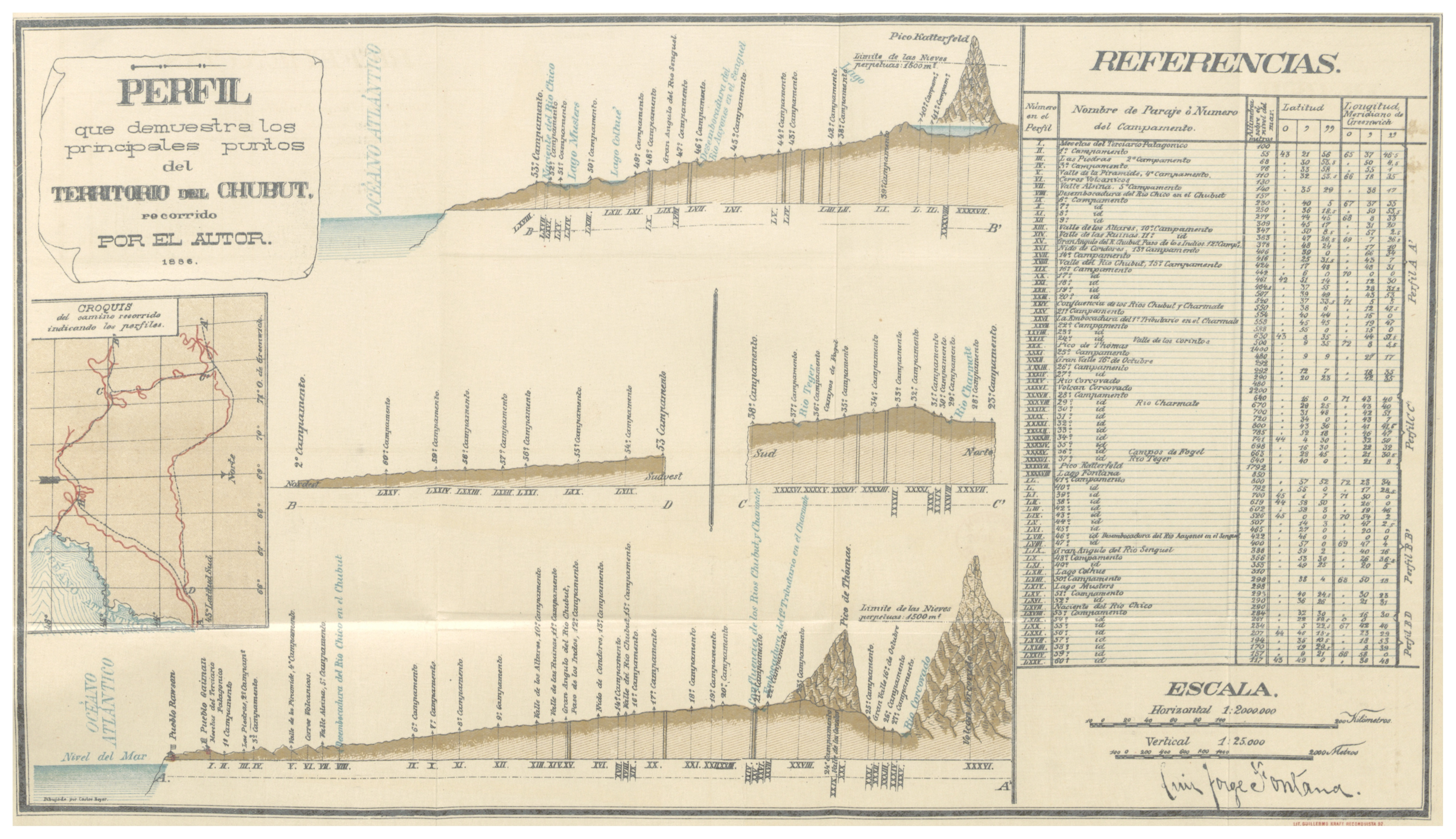
Dibujo del perfil geográfico de Chubut hecho por la expedición.

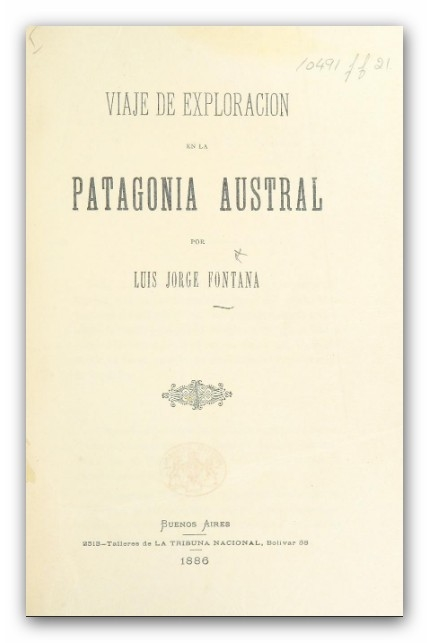
Viaje de exploración en la Patagonia Austral de Fontana.

Los Rifleros del Chubut fue una expedición de unos 500 km realizada por el gobernador del Territorio Nacional del Chubut, Luis Jorge Fontana, el baqueano John Daniel Evans y 28 jinetes (en su mayoría colonos galeses), que recorrieron el interior del territorio chubutense desde el 14 de octubre de 1885 hasta el 1 de febrero de 1886. Durante el recorrido, se descubrieron varios sitos que en años posteriores fueron poblados, como el valle 16 de Octubre y el valle de Sarmiento.
El Regimiento de Infantería Mecanizado 37 de la IX Brigada Mecanizada del Ejército Argentino ubicado en Río Mayo, llevaba el nombre del coronel Fontana y de la expedición. En la actualidad, una asociación formada por descendientes de los rifleros realizan todos los años una cabalgata conmemorativa en Trevelin.

## Motivos
El motivo del viaje fue ir hacia los Andes en busca de nuevas tierras fértiles, ya que todas las tierras aptas en el valle del Chubut ya se estaban cultivando. Otro de los motivos fue la probable existencia de oro y otros minerales en la zona cordillerana, como así también la búsqueda de tierras aptas para la cría de ganado y, debido al conflicto de límites con Chile, asegurarse la posesión de los valles más ricos de los Andes patagónicos. El viaje fue financiado por varios colonos galeses, que contribuyeron con dinero, víveres y caballos.

## Miembros
Además de Luis Jorge Fontana y John Daniel Evans, otros miembros reconocidos fueron Gregorio Mayo (a quien se lo homenajeó dándole su nombre al río homónimo) y John Murray Thomas (uno de los encabezadores). De los jinetes, siete eran argentinos: Luis Jorge Fontana, Antonio Miguens, Ricardo Franco, Pedro Derbes, Ramón Calvo, Gregorio Mayo y Robert Charles Jones. Dos alemanes: Guillermo Katerfeld y Herman Faesing.        
Un estadounidense: James M. Wagner. Y diecinueve galeses: John Murray Thomas, James Thomas, John Henry Jones, John Wynne, John Owen, Richard G. Jones, Edward Jones, David P. Roberts, Jenkins Richards, Evan Davies, Henry Davies, Thomas G. Davies, Billy Thomas, Thomas Zachariah Jones, John T. Davies, William Lloyd Jones Glyn, John Daniel Evans y John P. Jones. John Daniel Evans también viajó con su caballo Malacara.

## Recorrido
Partieron desde Rawson en octubre de 1885 con veinte cargueros con víveres, 260 caballos, 30 fusiles rémington, dos cargueros con instrumentos científicos y herramientas para la búsqueda de oro. Recorrieron todo el valle inferior del río Chubut, hasta instalar un campamento cerca de la actual Boca Toma. Luego, recorrieron hacia el oeste (en un recorrido similar a la actual Ruta Nacional 25) pasando por Las Plumas (donde le dieron el nombre actual al valle de los Mártires), Los Altares y Paso de Indios, hasta el río Tecka. En la zona denominada Piedra del Águila, se logró hallar oro en pequeña cantidad.
Luego, se dirigieron aún más hacia los Andes, donde descubrieron el día 25 de noviembre el valle cordillerano, que nombraron Valle Hermoso (en galés Cwm Hyfrid), que más tarde se nombraría 16 de Octubre, y el río Corintos. Ese mismo día izaron la bandera argentina.
Continuaron el viaje hacia el sudoeste, pasaron a través de los restos del Combate de Apeleg, descubrieron y bautizaron al lago Fontana. Luego, continuaron por el curso del río Senguer, hasta llegar al valle de Sarmiento y a los lagos Musters y Colhué Huapi. En este tramo también llegaron hasta el golfo San Jorge y reconocieron el bosque petrificado de Sarmiento.
Luego, recorrieron el río Chico en rumbo noreste, hasta su desembocadura en el río Chubut, cerca del actual Dique Florentino Ameghino, regresando a Rawson en febrero de 1886.

## Consecuencias

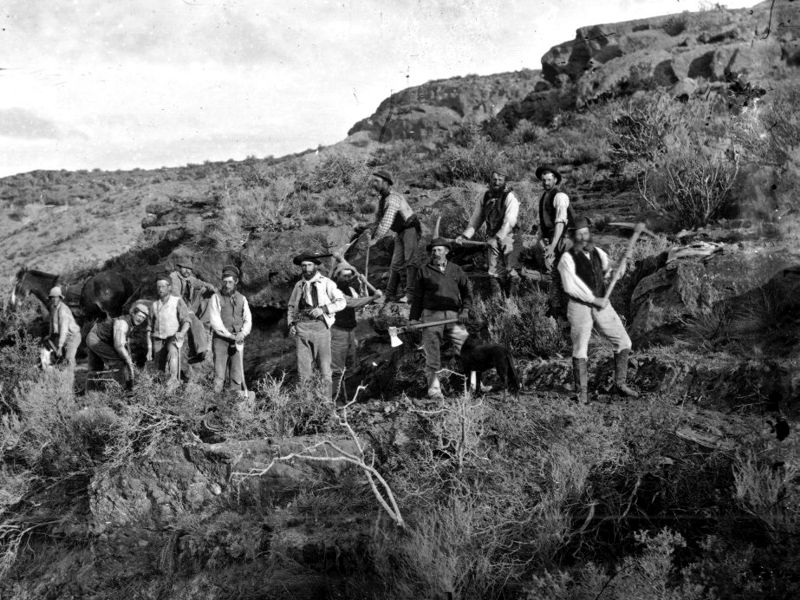
Grupo de hombres ocupados, en 1889, en la construcción del camino que uniría el Valle del Chubut con los Andes, en plena meseta patagónica

Una vez finalizado el recorrido, donde se realiza la primera descripción completa de la geografía y topónimos del territorio (en el viaje se nombraron muchos sitios), el coronel Fontana entrega al presidente Julio Argentino Roca el primer mapa oficial del territorio chubutense, que hasta ese entonces solo era conocido por unos pocos.
Además, una vez creada la colonia 16 de Octubre (hoy Trevelin), se procedió a la asignación de una legua cuadrada de tierra para cada expedicionario, y el resto para las familias que aportaron el financiamiento de la expedición.
Dos años más tarde, se crea la denominada "Rocky trip", que era una ruta que unía del valle inferior del río Chubut con el valle 16 de Octubre, atravesando toda la meseta patagónica.